# Carrefour de l'Estrie

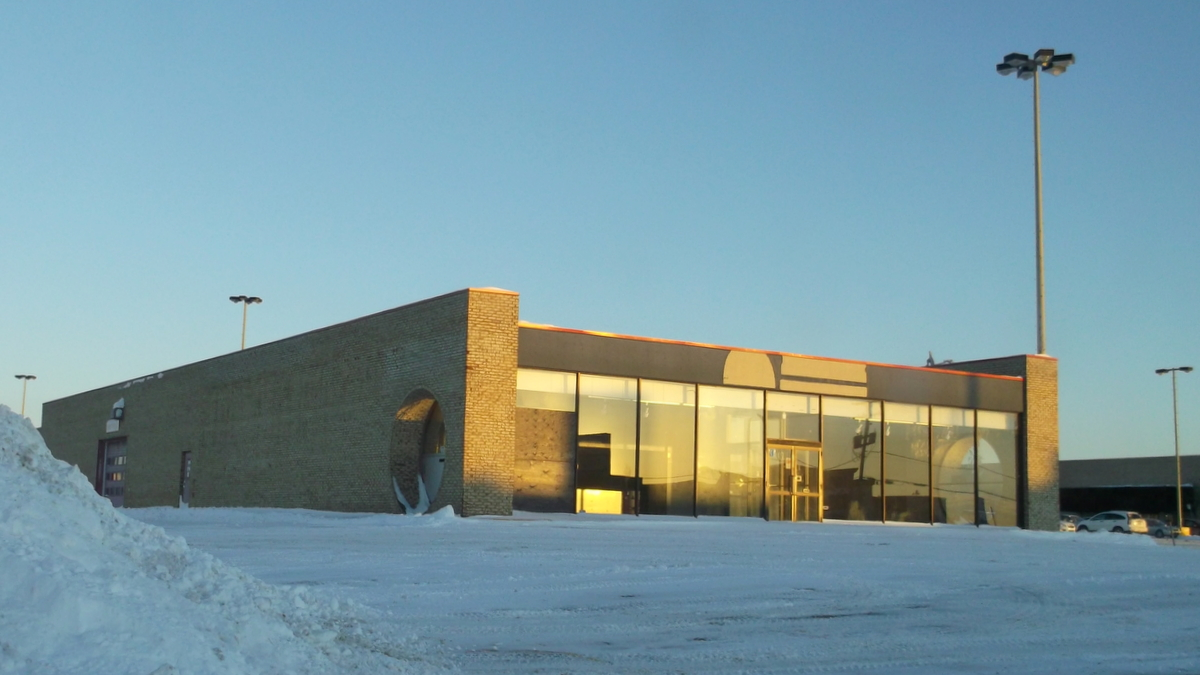
Ancien centre de l`auto Sears Sherbrooke

Le Carrefour de l'Estrie est un centre commercial situé à Sherbrooke, au Québec. Il est le principal de la région et appartient au Groupe Mach depuis 2019.

## Historique
Ouvert en 1973 à Sherbrooke, le Carrefour de l’Estrie est le plus vaste centre commercial de l'Estrie avec 1 200 000  pi². Il est situé au nord de la ville et au sud des autoroutes 10 et 55 sur l'autoroute 410. Il attire plus de 6.9 millions de visiteurs par an. Ses locataires principaux sont La Baie, Simons, Winners, Sports Experts, Super C, Toys R Us et H&M.
En 1985, le centre commercial s’agrandit  une nouvelle aile ayant un magasin Zellers de deux étages, une soixantaine de boutiques ainsi qu’une foire alimentaire.
Lors de la faillite d'Eaton, une partie fut transformée en La Baie avec une rallonge, et l'autre partie accueillit les magasins Gap et Esprit.
En 2001, la fontaine centrale, image de marque depuis le début, est démolie.
En 2011, l'entrée principale subit des rénovations majeures pour l'agrandissement du Pharmaprix.
Fin 2011, Hart annonce la fermeture de son magasin à la suite de problèmes financiers. Hart est fermé officiellement le 31 janvier 2012.
En 2013, la foire alimentaire est agrandie avec de nouvelles salles de bains et de nouvelles places assises avec un nouveau look contemporain. La même année, Newport chaussure ferme pour laisser Urban Planet prendre son local, Newport chaussure était l'un des rares marchands à être encore au Carrefour depuis l'ouverture de ce dernier, en 1973. Zellers a fermé le 17 décembre 2012 pour faire place à Target à l'automne 2013,.
Le 15 janvier 2015, Target a annoncé la mise en faillite de Target Canada, Target laissera donc un trou de 126 000 pieds carrés au Carrefour. Le premier Starbucks de Sherbrooke qui se trouvait dans le Target est fermé depuis le 23 janvier 2015. Cette année-là néanmoins, plusieurs nouveaux magasins ouvrent au Carrefour : Rudsak, Laura ; Stokes agrandit dans un nouveau local. Cette année-là, Zacks, Treats, Cuir Danier, Ecko Unltd, Sirens et Smart Set ont quitté le Carrefour.
En 2016, un projet pour diviser le local de Target est en cours ; Forever 21 a été confirmé comme un des futurs occupants. Aussi, Super C se relocalisera dans le 1er étage du Target, tandis que Sports Experts se relocalisera dans une partie du 2e étage du Target.
Le magasin Sears est fermé depuis le 14 janvier 2018.
Quelques magasins ayant été présents dans le centre : Le Monde des Athlètes, Payless, Sunglass Hut International, Roots Canada, Jonathan, Mega Bleu, Le Rouet, La Capsule Sportive, International (I &F), West Coast, le magasin pour enfant Calin Caline, Locale, Bedo, Chado, Manteau international, Intersport, Usa, Jacob.
Le Groupe match annonce l'ouverture du détaillant de produits de sport français Décathlon pour 2025. De plus, les propriétaires du centre commercial ont annoncé que plusieurs magasins allaient ouvrir leurs porte afin de bonifier l'offre commercial disponible. La chaîne de chandelles Bath and Body Work a d'ailleurs ouvert ses portes en à la fin de l'année 2024.
Au mois de mars 2025, le magasin Toys "R" Us, qui vend: des jouets, des articles pour bébés, des livres, des articles de sports; affiche plusieurs pancartes concernant une vente de fermeture.